# Umetnost metalnog doba
Metalno doba počinje u doba Eneolitika, bakarnog doba sa pojavom predmeta od bakra koji dolaze u Evropu iz srednjeg i prednjeg istoka a kasnije se pojavljuju i oblici koji su karakteristični i ovde. U Evropi se pojavljuje način života koji je neolitski znači seoski a sredozemlje i prednji istok počecima istorijske epohe sa početkom pisanih izvora. 
Bronzano doba ima 5 područja; Egejsko, Srednjoeuropski kulturni krug, Nordijski, zapadnoeuropski i istočnoeuropski kulturni krug, i unutar svakog kruga pojavljuje se niz lokaliteta. Metalikum- gvozdeno doba različito je za svako područje a u zapadnoj i srednjoj Evropi ono traje kroz 1. milenijum- u 1 milenijumu se deli na starije i mlađe Halšadsko (nalazi se u Austriji) a mlađe "La Tene"- Latensko se nalazi u Švajcarskoj (sojenice). U srednjoj Evropi preovlađuje shematizacija i ornamentalni stil (apstrakcija) a na jugu figurativna koncepcija u umetnosti kojoj je ishodište Mediteran i koja prodire usled kolonizatorskih aktiviteta Grčkih i njenim trgovačkim vezama preko Etruska na područje Francuske i razvija se Latenska kultura čija pojava obeležava europsku protohistoriju. Alštat- Halštatska kultura se deli na 4 razvojna stepena analizirana od istoka Francuzke- Mađarske, figuralna je i prekid se nalazi pojavom Kelta u 400.p. n. e. La Tene etnički se vezuje za Kelte od 500. p. n. e. i pojavljuje se široko od Britanskih otoka do juga Rusije i deli se na tri perioda a može se pratiti linearna stilizacija, dekoracija ornamentika, glatka površina i oblici meandra, trake, spirale- geometrizovani figuralni oblici.
Oblici civilizacije prisutni su u doba divljaštva i barbarstva gde pojava luka- pronalazak luka, rodovska zajednica i kameno doba karakteristike su koje određuju razliku i prelaz na klasno društvo i metalno doba.

## Literatura
1. H,W. Janson, Istorija umetnosti, Beograd 1962.
2. Ђина Пискел, Општа историја уметности, Београд 1972.